# Јанез Порента
Јанез Порента (Љубљана 3. јун 1896 — Љубљана, 13. јун 1942) био је југословенски и словеначки гимнастичар.
Порента је био гимнастичар љубљанског Сокола члан југословенске репрезентације у спортској гимнастици, са којом је два пута учествовао на олимпијским играма. У појединачној конкуренцији није постигао значајније резултате, али је у екипном вишебоју, био четврти на Олимпијским играма 1924. у Паризу, док је у Амстердаму 1928. освојио бронзану медаљу.
Порента је током Другог светског рата био активан члан руководства тзв. левог крила Сокола, који се укључио у Ослободилну фронту и НОБу. У пролеће 1942. ухваћен је једној од рација. Италијани су га као таоца стрељали 13. јуна 1942. године у Грамозној јами у Љубљани.
По њему је назван Порентов дом у Крањској Гори.

## Резултати на Летњим олимпијским играма
Са репрезентацијом Југославије у саставу : Леон Штукељ, Јосип Приможич, Антон Малеј, Едвард Антонијевич, Драгутин Циоти, Стане Дерганц, Борис Грегорка, Јанез Порента освојио је бронзану медаљу на Олимпијски играма 1928.
| ОИ              | вратило  | вратило | разбој   | разбој | кругови  | кругови | прескок  | прескок | коњ са хватаљкама | коњ са хватаљкама | прескок у ширину | прескок у ширину | вишедпј пој. | вишедпј пој. | вишебој ек. | вишебој ек. | конопац    | конопац |
| ОИ              | Резултат | Мес.    | Резултат | Мес.   | Резултат | Мес.    | Резултат | Мес.    | Резултат          | Мес.              | Резултат         | Мес.             | Резултат     | Мес.         | Резултат    | Мес.        | Резултат   | Мес.    |
| --------------- | -------- | ------- | -------- | ------ | -------- | ------- | -------- | ------- | ----------------- | ----------------- | ---------------- | ---------------- | ------------ | ------------ | ----------- | ----------- | ---------- | ------- |
| 1924. Париз     | 14,166   | 44      | 18,90    | 41     | 19,560   | 21      | 9,76     | 6       | 18,270            | 18                | 9,516            | 34               | 100,172      | 20           | 762,121     | 4           | 10 (8,4 с) | 6       |
| 1928. Амстердам | 37,75    | 76      | 50,25    | =25    | 53,25    | 13      | 27,75    | 7       | 51,25             | =21               | —                | -                | 220,250      | 34           | 1648,750    | 3           | -          | -       |